# Isonychia tusculanensis
Isonychia tusculanensis är en dagsländeart som beskrevs av Berner 1948. Isonychia tusculanensis ingår i släktet Isonychia och familjen Isonychiidae. Inga underarter finns listade i Catalogue of Life.